# 短吻櫛鱗鰨
短吻櫛鱗鰨為輻鰭魚綱鰈形目鰨亞目鰨科的其中一種，為熱帶海水魚，分布於西印度洋葛摩海域，棲息深度6-18公尺，體長可達4.4公分，棲息在沙、礫石底質底層水域，生活習性不明。